# Liopholidophis
Liopholidophis is een geslacht van slangen uit de familie Pseudoxyrhophiidae.

## Naam en indeling
De wetenschappelijke naam van de groep werd voor het eerst voorgesteld door François Mocquard in 1904. Er zijn acht soorten, inclusief de pas in 2013 beschreven soorten Liopholidophis baderi en Liopholidophis oligolepis. De slangen werden eerder aan andere geslachten toegekend, zoals Dromicus, Tropidonotus, Leptophis en Philodryas.

## Uiterlijke kenmerken
De kop is goed te onderscheiden van het lichaam door de aanwezigheid van een duidelijke insnoering. De lichaamskleur is bruin, veel soorten hebben lichtere of donkere flankstrepen. De ogen zijn relatief groot en hebben een ronde pupil.

## Levenswijze
De slangen zijn overdag actief en zijn bodembewonened, een aantal soorten is aangepast op het leven in het water.

## Verspreiding en habitat
Alle soorten komen voor in delen van Afrika en leven endemisch op Madagaskar. De habitat bestaat uit tropische en subtropische bossen, zowel in bergstreken als in laaglanden, scrublands en draslanden. Ook in door de mens aangepaste streken zoals weilanden en aangetaste bossen kunnen de dieren worden aangetroffen.

## Beschermingsstatus
Door de internationale natuurbeschermingsorganisatie IUCN is aan zes soorten een beschermingsstatus toegewezen. Vier soorten worden beschouwd als 'veilig' (Least Concern of LC), een soort als 'kwetsbaar' (Vulnerable of VU) en een soort als 'gevoelig' (Near Threatened of NT).

## Soorten
Het geslacht omvat de volgende soorten, met de auteur en het verspreidingsgebied.
| Naam                        | Auteur                                  | Verspreidingsgebied          |
| --------------------------- | --------------------------------------- | ---------------------------- |
| Liopholidophis baderi       | Glaw, Kucharzewski, Nagy & Vences, 2013 | Centraaloostelijk Madagaskar |
| Liopholidophis dimorphus    | Glaw, Nagy, Franzen & Vences, 2007      | Noordelijk Madagaskar        |
| Liopholidophis dolicocercus | Peracca, 1892                           | Madagaskar                   |
| Liopholidophis grandidieri  | Mocquard, 1894                          | Madagaskar                   |
| Liopholidophis oligolepis   | Glaw, Kucharzewski, Nagy & Vences, 2013 | Noordoostelijk Madagaskar    |
| Liopholidophis rhadinaea    | Cadle, 1996                             | Madagaskar                   |
| Liopholidophis sexlineatus  | Günther, 1882                           | Madagaskar                   |
| Liopholidophis varius       | Fischer, 1884                           | Madagaskar                   |